# منطقة وصاية تاسيكمالايا
منطقة وصاية تاسيكمالايا (بالإندونيسية: Kabupaten Tasikmalaya)‏ هي منطقة وصاية تقع في جاوة الغربية بإندونيسيا. يقدر عدد سكانها (2014) بـ 1,876,544 نسمة ومساحتها 2,712.52 كم2 وترتفع عن سطح البحر 430 متر.
وتعرف أيضا أنها مركز ديني رئيسي في جاوة الغربية، حيث لديها أكثر من 800 بيسنترين (المدارس الداخلية الإسلامية التقليدية).

## أعلام
- محمد إلياس روحية